# تشارلز جاي
تشارلز جاي (بالإنجليزية: Charles Jay)‏ هو سياسي أمريكي، ولد في 1960. حزبياً، نشط في Boston Tea Party (political party) ‏.